# Lijst van onderscheidingen van de 4. SS-Polizei-Panzergrenadier-Division
Dit is een lijst van onderscheidingen van de 4. SS-Polizei-Panzergrenadier-Division.

## Dragers van de Gesp voor Frontdienst

### In goud
- Karl Auer, SS-Sturmbannführer, SS Feldersatz-Batallion 4[1]
- Martin Harnack, SS-Obersturmführer, SS Panzergrenadier-Regiment 8[2]
- Gerhard Pöhler, SS-Oberscharführer, SS Panzer-Aufklärungs-Abteilung 4[3]
- Alois Raith, SS-Unterscharführer, SS Panzer-Aufklärungs-Abteilung 4[4]

## Dragers van het Aanbevelingscertificaat van de Opperbevelhebber van het Duitse Leger
- Hans-Boto Forstreuter, Major, SS Polizei-Infanterie-Regiment 3[5]
- Karl Frambach, Oberfeldwebel, SS Panzer-Jäger-Abteilung 4[6]
- Hermann Gehrke, Hauptmann, SS Polizei-Infanterie-Regiment 2[7]
- Wilhelm Offermanns, Oberleutnant, SS Polizei-Infanterie-Regiment 1[8]
- Paul Planitzer, Oberleutnant, SS Polizei-Infanterie-Regiment 3[9]
- Heinrich Renziehausen, Feldwebel, SS Polizei-Infanterie-Regiment 2[10]
- Arnold Schubert, Hauptmann, SS Panzer-Jäger-Abteilung 4[11]
- Werner Wode, Oberleutnant, SS Artillerie-Regiment 4[12]

## Dragers van het Aanbevelingscertificaat van de Opperbevelhebber van het Duitse Leger voor het neerschieten van vliegtuigen
- Hans Hafner, SS-Unterscharführer, SS Artillerie-Regiment 4
- Karl May, Gefreiter, SS Flak-Abteilung 4
- Erich Schwertner, Obergefreiter, SS Polizei-Infanterie-Regiment 2

## Dragers van het Duits Kruis

### In goud
- Alfred Borchert, Oberst, SS Polizei-Infanterie-Regiment 3[13][14]
- Max Bornemann, SS-Hauptscharführer, SS Panzer-Aufklärungs-Abteilung 4[15][14]
- Albert Bosse, SS-Obersturmführer, SS Artillerie-Regiment 4[16][14]
- Karl Bristot, Hauptmann, SS Polizei-Infanterie-Regiment 1[17][14]
- Günter Butte, Leutnant, SS Polizei-Pionier-Batallion 4[18][19]
- Henning von Cölln, Oberleutnant, SS Aufklärungs-Abteilung 4[20][19]
- Hans Deschner, SS-Oberscharführer, SS Panzer-Aufklärungs-Abteilung 4[21][19]
- Hans Deschner, SS-Sturmbannführer, SS Polizei-Pionier-Batallion 4[22]
- Wilhelm Dietrich, Hauptmann, SS Polizei-Infanterie-Regiment 1[23][19]
- Helmut Dörner, Hauptmann, SS Polizei-Infanterie-Regiment 2[24][19]
- Herbert Erlbeck, SS-Obersturmführer, SS Pionier-Batallion 4[25][19]
- Johannes Ernst, SS-Obersturmführer, SS Panzer-Aufklärungs-Abteilung 4[26][19]
- Alois Etthöfer, Hauptmann, SS Artillerie-Regiment 4[27][19]
- Willi Forstner, SS-Obersturmführer, SS Panzergrenadier-Regiment 8[28][19]
- Hans-Boto Forstreuter, SS-Sturmbannführer, SS Polizei-Infanterie-Regiment 3[5][19]
- Fritz Freitag, SS-Standartenführer, SS Polizei-Infanterie-Regiment 2[29][19]
- Rudolf Fröhlich, SS-Sturmscharführer, SS Polizei-Infanterie-Regiment 3[30][19]
- Otto Giesecke, Oberst, SS Polizei-Infanterie-Regiment 1[31][19]
- Hans Göbel, Oberleutnant, SS Polizei-Infanterie-Regiment 1[32][19]
- Rudolf Großhans, Oberleutnant, SS Polizei-Infanterie-Regiment 1[33][19]
- Martin Harnack, SS-Obersturmführer, SS Feldersatz-Batallion 4[2][19]
- Nikolaus Heilmann, Oberstleutnant, Stab der Division[34][35]
- Heinz Jürgens, SS-Hauptsturmführer, SS Panzer-Aufklärungs-Abteilung 4[36][35]
- Walter Katerndahl, Oberfeldwebel, SS Polizei-Infanterie-Regiment 2[37][35]
- Karl Klein, Oberfeldwebel, SS Polizei-Infanterie-Regiment 1[35]
- Rudolf Konopacki, Major, SS Polizei-Infanterie-Regiment 3[38][35]
- Johannes Krüger, Hauptmann, SS Artillerie-Regiment 4[35]
- Karl Labahn, Oberfeldwebel, SS Polizei-Infanterie-Regiment 2[39][35]
- Bruno Lange, SS-Untersturmführer, SS Panzergrenadier-Regiment 8[40]
- Erwin Lange, Oberleutnant, SS Polizei-Pionier-Batallion 4[41][35]
- Franz Laurinat, Oberleutnant, SS Polizei-Infanterie-Regiment 2[42]
- Friedrich-Wilhelm Lügge, Oberleutnant, SS Polizei-Infanterie-Regiment 1[43][35]
- Alfred Luger, Oberleutnant, SS Polizei-Infanterie-Regiment 3[44][35]
- Harald Maiweg, SS-Hauptsturmführer, SS Panzergrenadier-Regiment 7[45][46]
- Werner Matzdorff, Hauptmann, SS Polizei-Infanterie-Regiment 2[47][46]
- Kurt May, Feldwebel, SS Polizei-Infanterie-Regiment 1[48]
- Erhard Mayer, SS-Sturmbannführer, SS Artillerie-Regiment 4[49][46]
- Karl-Wilhelm Mennicken, Hauptmann, SS Polizei-Infanterie-Regiment 2[50][46]
- Konrad Miersch, Hauptmann, SS Polizei-Infanterie-Regiment 1[51][46]
- Heinz Müller, SS-Hauptscharführer, SS Panzergrenadier-Regiment 7[52][46]
- Josef Münstermann, SS-Hauptscharführer, SS Panzergrenadier-Regiment 8[53][46]
- Heinrich Nagel, SS-Hauptscharführer, SS Panzergrenadier-Regiment 8[54][46]
- Egon Neuß, Hauptmann, SS Polizei-Infanterie-Regiment 1[46]
- Wilhelm Offermanns, SS-Obersturmfüher und Oberleutnant der Schupo, SS Polizei-Infanterie-Regiment 1[8][46]
- Hans Ott, SS-Hauptsturmführer, SS Polizei-Pionier-Batallion 4[55][46]
- Gerhardt Pöhler, SS-Oberscharführer, SS Feldersatz-Batallion 4[3]
- Otto Prager, SS-Sturmbannführer, SS Panzer-Aufklärungs-Abteilung 4[56][46]
- Wilhelm Radtke, Hauptmann, SS Polizei-Infanterie-Regiment 2[57][46]
- Wilhelm Reich, SS-Hauptscharführer, SS Panzergrenadier-Regiment 8[58][46]
- Hans Peter Reiß, SS-Hauptsturmführer, SS Panzer-Jäger-Abteilung 4[46]
- Fritz Reuter, Hauptmann, SS Polizei-Aufklärungs-Abteilung 4[59][46]
- Helmut Ringholz, Hauptmann, SS Polizei-Infanterie-Regiment 1[60][46]
- Gerhard Rothe, SS-Sturmbannführer, SS Polizei-Infanterie-Regiment 2[61][46]
- Hermann Schmalkuche, SS-Hauptsturmführer, SS Panzergrenadier-Regiment 8[62][63]
- Fritz Schmedes, SS-Oberführer, SS Artillerie-Regiment 4[64][63]
- Heinz Schoof, Oberfeldwebel, SS Polizei-Infanterie-Regiment 3[65]
- Karl Schümers, Major, SS Polizei-Infanterie-Regiment 1[66][63]
- Karl Stumpf, Oberfeldwebel, SS Polizei-Infanterie-Regiment 1[67][63]
- Martin Tappe, SS-Sturmbannführer, SS Panzergrenadier-Regiment 8[68][63]
- Hans Traupe, Hauptmann, SS Polizei-Infanterie-Regiment 1[69][63]
- Ewald Urban, Feldwebel, SS Polizei-Infanterie-Regiment 1[70][63]
- Richard Utgenannt, Oberleutnant, SS Polizei-Infanterie-Regiment 2[71][63]
- Karl Vockensohn, Hauptmann, SS Polizei-Infanterie-Regiment 2[72][63]
- Hellmuth Vogel, Hauptmann, SS Artillerie-Regiment 4[73][63]
- Fritz Wanke, Unteroffizier, SS Polizei-Infanterie-Regiment 3[74][63]
- Albert Wegener, Major, SS Aufklärungs-Abteilung 4[75][63]
- Hans Weitzel, SS-Untersturmführer, SS Polizei-Infanterie-Regiment 3[63]
- Werner Wode, SS-Hauptsturmführer, SS Artillerie-Regiment 4[12][76]

### In zilver
- Hans Oltermann, SS-Sturmbannführer, Stab der Division[77][76]
- Hans Ott, Dr., SS-Sturmbannführer, Arzt der Division[78]

## Dragers van de Erebladgesp
- Georg Boehnke, Feldwebel, SS Polizei-Infanterie-Regiment 1[79][80]
- Karl Bracht, SS-Hauptsturmführer, SS Artillerie-Regiment 4[81][80]
- Alois Etthöfer, Oberleutnant, SS Artillerie-Regiment[27][80]
- Frechtner, SS-Untersturmführer, SS Polizei-Infanterie-Regiment 3[82]
- Stefan Niesen, SS-Oberscharführer, SS Panzer-Aufklärungs-Abteilung 4[83]
- Günther Ortmann, Hauptmann, SS Polizei-Infanterie-Regiment 3[84][80]

## Dragers van het Ridderkruis van het IJzeren Kruis
- Walter Krüger, SS-Brigadeführer und Generalmajor der Waffen-SS, Stab der Division[85][86]
- Otto Prager, SS-Sturmbannführer und Major der Schupo, SS Panzergrenadier-Regiment 7[87][88]
- Wilhelm Diettrich, SS-Hauptsturmführer, SS Polizei-Infanterie-Regiment 1[89][90]
- Otto Gieseke, SS-Standartenführer und Oberst der Schupo, SS Polizei-Infanterie-Regiment 1[91][92]
- Karl Schümers, SS-Sturmbannführer und Major der Schupo, SS Polizei-Infanterie-Regiment 1[93][94]
- Karl Auer, SS-Hauptsturmführer, SS Panzergrenadier-Regiment 8[95][96]
- Martin Tappe, SS-Obersturmbannführer, SS Panzergrenadier-Regiment 8[97][98]
- Helmut Dörner, SS-Sturmbannführer und Major der Schupo, SS Polizei-Infanterie-Regiment 2[99][100]
- Rudolf Pannier, Major der Schupo, SS Polizei-Infanterie-Regiment 2[101][102]
- Hans-Christian Schulze, SS-Standartenführer und Oberst der Schupo, SS Polizei-Infanterie-Regiment 2[103][104]
- Hans Traupe, SS-Sturmbannführer und Major der Schupo, SS Polizei-Infanterie-Regiment 3[105][106]
- Alfred Wünnenberg, SS-Standartenführer und Oberst der Schupo, SS Polizei-Infanterie-Regiment 3[107][108]
- Alois Etthöfer, SS-Sturmbannführer und Major der Schupo, SS Panzer-Abteilung 4[109][110]
- Richard Utgenannt, SS-Hauptsturmführer, SS Panzer-Abteilung 4[111][112]
- Johannes Scherg, SS-Obersturmführer, SS Panzer-Aufklärungs-Abteilung 4[113][112]
- Friedrich-Wilhelm Bock, SS-Obersturmbannführer, SS Artillerie-Regiment 4[114]
- Rudolf Seitz, SS-Unterscharführer, SS Panzer-Jäger-Abteilung 4[115][116]
- Johan Havik, SS-Untersturmführer, SS-Polizei-Panzer-Abteilung 4[117][118][119][120]

### Met Eikenloof
- Alfred Wünnenberg, SS-Brigadeführer und Generalmajor der Schupo[107][108]

### Met Eikenloof en Zwaarden
- Helmut Dörner, SS-Oberführer[99][100]

## Drager van het Ridderkruis voor Oorlogsverdienste

### Met Zwaarden
- Fritz Preißler, SS-Hauptsturmführer, SS Panzer-Instandsetzungs-Abteilung 4[121][122]